# Coupe d'Afrique de football militaire
La Coupe d’Afrique militaire de football, ou Camfoot, est une compétition de football créée en 1994 par l’Organisation du sport militaire africain (OSMA),,.

## Historique
Les huit éditions de la Camfoot ont connu jusqu’ici cinq différents vainqueurs. Le Burkina Faso a remporté le trophée à domicile en 1994 et au Rwanda en 1997. L’Égypte en Guinée Conakry (1998) et 2004 au Mali. En 2001, la coupe d’Afrique militaire de football tenue en Côte d’Ivoire s’était soldée par le sacre de l’Association sportive des forces armées, une formation affiliée dans le championnat de première division de Guinée Conakry. Le Cameroun s’est adjugé les Camfoot de 2006  et 2008,, tandis que le Mali a remporté la Camfoot de 2012.

## Palmarès
| Édition | Année | Hôte(s)       |              | Finale           | Finale        | Finale        |                  | Petite finale | Petite finale | Petite finale |
| Édition | Année | Hôte(s)       | Champion     | Score            | 2e place      | 3e place      | Score            | 4e place      |               |               |
| ------- | ----- | ------------- | ------------ | ---------------- | ------------- | ------------- | ---------------- | ------------- | ------------- | ------------- |
| 1re     | 1994  | Burkina Faso  | Burkina Faso | 2-1              | Mali          | Côte d'Ivoire | 2-1              | Sénégal       |               |               |
| 2e      | 1997  | Rwanda        | Burkina Faso | 2-1              | Rwanda        | Ouganda       | -                | Mali          |               |               |
| 3e      | 1998  | Guinée        | Égypte       | 3-2              | Guinée        | Burkina Faso  | -                | Maroc         |               |               |
| 4e      | 2001  | Côte d'Ivoire | Guinée       | 2-1              | Côte d'Ivoire | Burkina Faso  | -                | Rwanda        |               |               |
| 5e      | 2004  | Mali          | Égypte       | 1-0              | Mali          | Algérie       | 4-2              | Guinée        |               |               |
| 6e      | 2006  | Cameroun      | Cameroun     | 1-0              | Mali          | Guinée        | 0 - 0 tab: 5 - 4 | Algérie       |               |               |
| 7e      | 2008  | Ouganda       | Cameroun     | 0 - 0 tab: 4 - 3 | Algérie       | Kenya         | 1 - 1 tab: 3 - 2 | Ouganda       |               |               |
| 8e      | 2012  | Côte d'Ivoire | Mali         | 1-0              | Cameroun      | Côte d'Ivoire | 1 - 1 tab: 5 - 4 | Kenya         |               |               |
| {?}     | 2024  | Nigeria       |              | Algérie          | 1-0           | Cameroun      | {?}              | {?}           | {?}           | {?}           |